# Wappenbesserung
Wappenbesserung bezeichnet in der Heraldik die Veränderung eines bestehenden Wappens, um dieses der zeitlichen Entwicklung oder anderen bedeutsamen Ereignissen des Wappenträgers anzupassen.
Diese Verbesserungen erfolgen in der Heraldik durch
- Änderung der Tinktur (Farbe)
- Hinzufügen von neuen Zeichen, wie Initialen, einer gemeinen Figur, Helme, Kronen etc.
- Kronen- und Helmwechsel, einschließlich ihrer Zieren
- Hinzufügen neuer Felder (Wappenmehrung)
- Hinzufügen von kleinen Wappenschilden

In der Frühzeit der Heraldik war es üblich, ungefragt sein Wappen nach Belieben und Eigenmacht zu ändern. Später waren Besserungen nur noch nach dem Willen und dem Recht des Herrschers möglich. Diese kontrollierten die Herolde in den Hofkanzleien, und es entstanden die Wappenbücher und Verzeichnisse, welche heute Grundlage der Forschung sind.
Die Gründe für Veränderungen im Sinne der Wappenbesserung waren vielschichtig. So war der Erbvorgang, bei dem das Wappen auf die nächste Generation übergeht, ein Grund, kleine Dinge am Wappen zur Unterscheidung zwischen Vater und Sohn umzugestalten. Die Verwendung von Beizeichen gehört hier hin, aber auch alle anderen Möglichkeiten der Wappenbesserung. Das Aufsteigen in der Adelshierarchie war ein weiterer wichtiger Grund. Häufig hat der Herrscher auch aus Dankbarkeit die Verwendung von Teilen seines Wappens dem Untertan zugebilligt. Beispiele sind die Übernahme des habsburgisch-babenbergisch-lothringischen Schildes durch den Worliker Zweig der Fürsten Schwarzenberg und die erlaubte Übernahme des österreichischen Adlers durch den Grafen Clam-Martinic. Es gab allerdings auch Geschlechter und Familien, die trotz vieler Wappenbesserungen am alten Wappen festhielten.
Bevorzugte Mittel der Wappenbesserung waren kultur- und landesabhängig. In Frankreich gingen die Wappenbesserungen oft mit der Lilie, in England mit Löwen und in Russland sowie in Preußen mit dem Adler einher. Im Schildhaupt waren diese Kleinigkeiten, wenn nicht eigenständig im größeren Wappenfeld, gut platziert.

## Wappenminderung
Neben den Wappenbesserungen gab es aber auch Wappenminderungen. So konnte der Landesherr Veränderungen an Wappen vornehmen, die den ideellen Wert mindern sollten. Das geschah oftmals als Strafe bei nicht gefügsamen Städten oder Familien. Eine Form der Minderung war, Wappentieren einen Helm über den Kopf zu stülpen („verkappt“). So geschehen im Stadtwappen von Prenzlau auf Weisung des Kurfürsten von Brandenburg, der den brandenburgischen Adler mit einem Helm versehen ließ, da die Bürger der Stadt 1425 den pommerschen Truppen die Tore öffneten. Auch der böhmische Löwe im Stadtwappen von Aussig (heute Ústí nad Labem) wurde verkappt, als Strafe, da die Bevölkerung die Hussiten aufnahm.
Auch das Weglassen eines Elements stellt eine Minderung dar. Während zum Beispiel das Wappen Dänemarks drei Löwen beinhaltet, umfasste das Wappen des bis zum Deutsch-Dänischen Krieg 1864 als Lehen zu Dänemark gehörende Herzogtum Schleswig nur zwei Löwen und zeigte somit die Verbindung Schleswigs zu Dänemark auf. Die zwei Schleswigschen Löwen sind heute noch Bestandteil des dänischen Königswappens, des schleswig-holsteinischen Landeswappens und vieler Gemeindewappen in Südschleswig.